# Fry (Seine-Maritime)
Fry ist eine französische Gemeinde mit 140 Einwohnern (Stand: 1. Januar 2022) im Département Seine-Maritime in der Region Normandie (vor 2016 Haute-Normandie). Sie gehört zum Arrondissement Dieppe und ist Teil des Kantons Gournay-en-Bray (bis 2015 Argueil).

## Geographie
Fry liegt etwa 45 Kilometer ostnordöstlich von Rouen. Umgeben wird Fry von den Nachbargemeinden Argueil im Norden, Mésangueville im Nordosten, Hodeng-Hodenger im Osten, Beauvoir-en-Lyons im Süden und Südosten sowie Le Mesnil-Lieubray im Westen und Südwesten.

## Geschichte
Von 1975 bis 1980 war Fry Teil der Gemeinde Argueil-Fry. 

## Bevölkerungsentwicklung
| Jahr                      | 1962 | 1968 | 1975 | 1982 | 1990 | 1999 | 2006 | 2013 |
| Einwohner                 | 162  | 167  | 150  | 123  | 133  | 136  | 137  | 164  |
| Quelle: Cassini und INSEE |      |      |      |      |      |      |      |      |

## Sehenswürdigkeiten

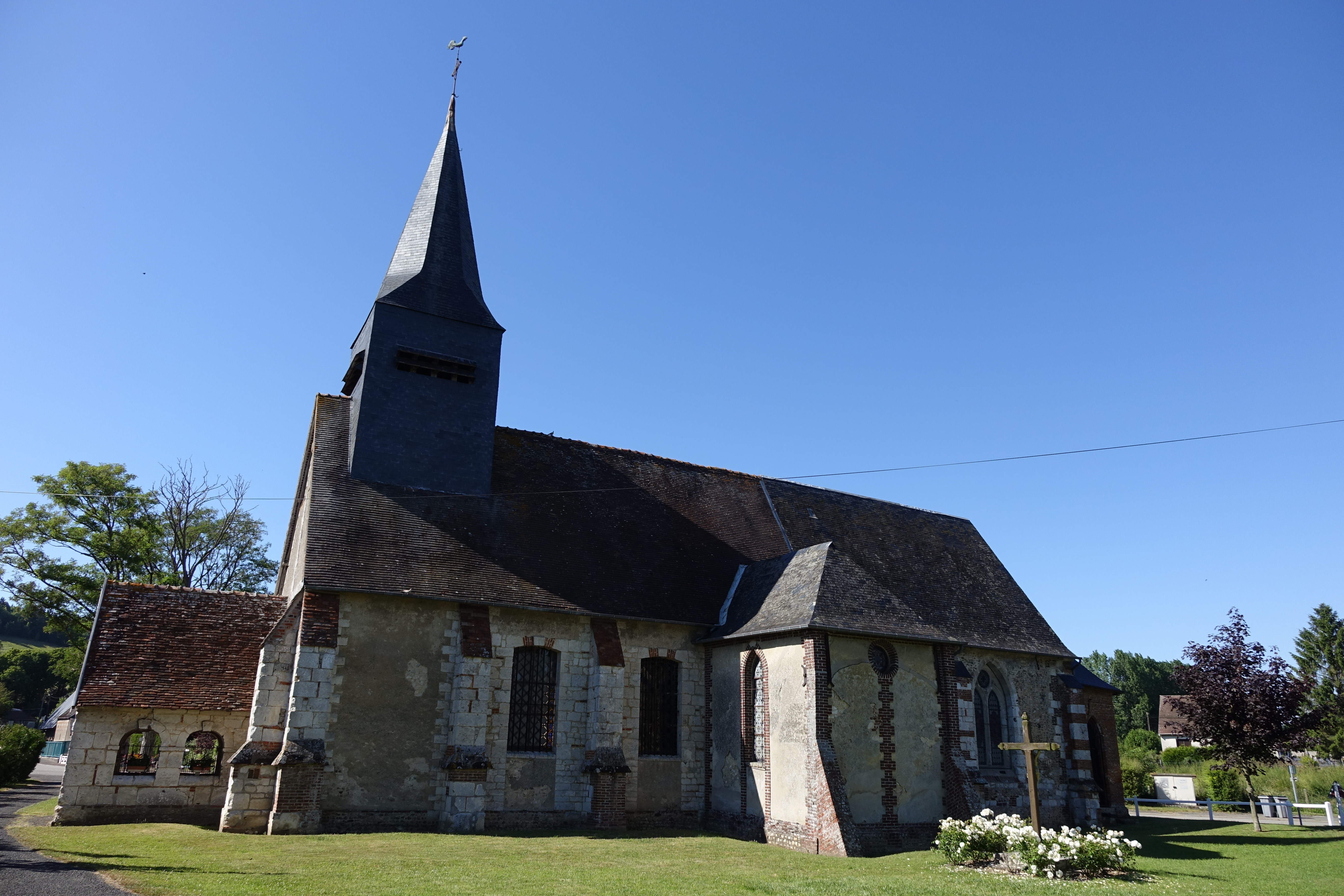
Kirche Saint-Martin
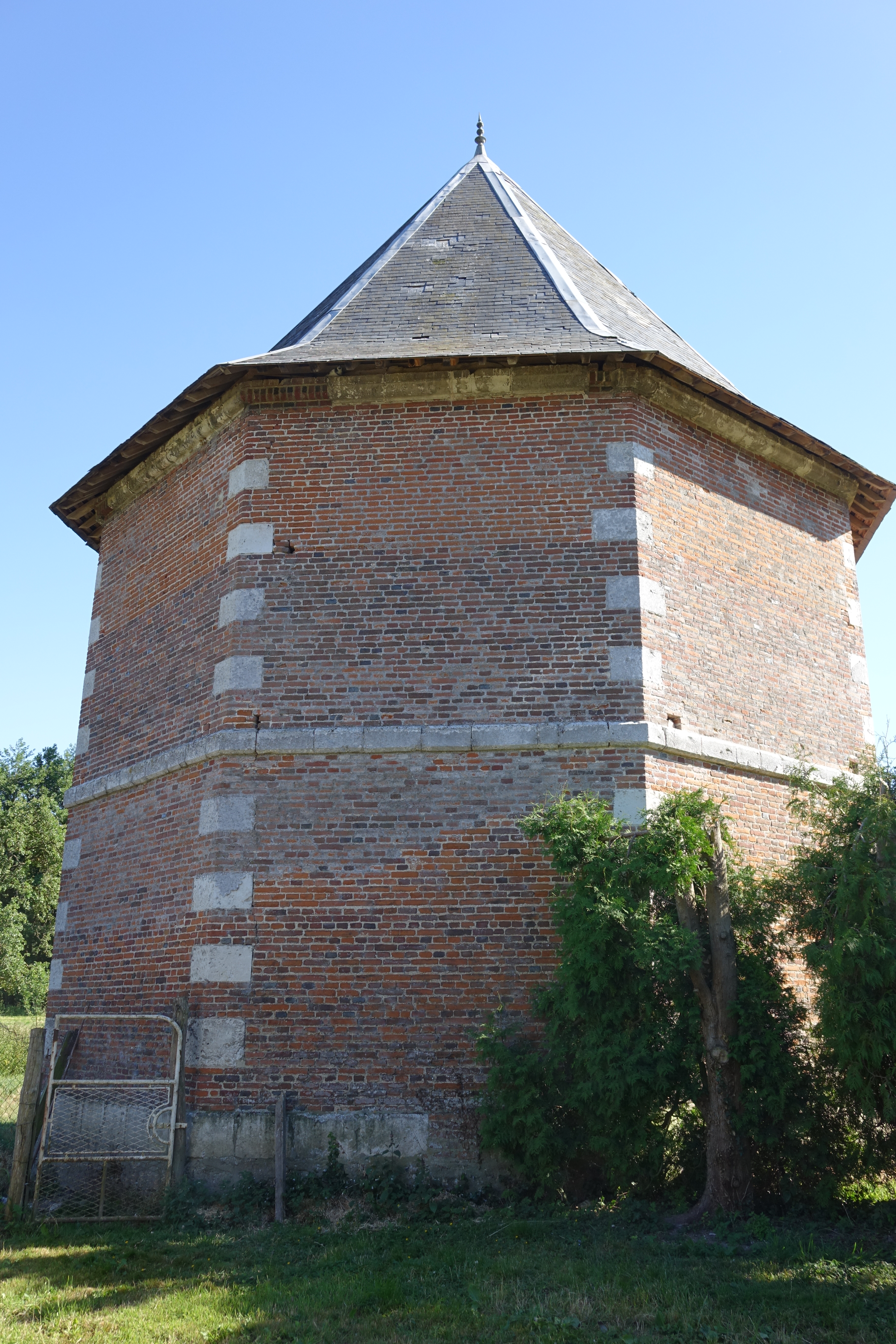
Taubenturm

- Kirche Saint-Martin
- Taubenturm